# Sint-Petruskerk aan de Perlach
De Sint-Petrus aan de Perlach (Duits: Peter am Perlach) of Perlacher Kerk is een katholieke romaanse kerk in het centrum van Augsburg, (Beieren). De hallenkerk staat naast het stadhuis van Augsburg en is een belangrijke bestemming voor bedevaarten.

## Geschiedenis
In 1067 werd bij een reeds bestaande Petruskerk een stift gebouwd, wanneer deze kerk werd opgericht is verder niet bekend. Nadat in het jaar 1182 deze voorganger tijdens een mis instortte, werd begonnen met de bouw van de huidige kerk. In het jaar 1248 werd ten noorden van de kerk een aan de heilige Catharina gewijde kapel aangebouwd. De kapel kreeg vanaf 1273 tevens het patrocinium van de heilige Felicitas toegevoegd. Helaas werd deze kapel bij een bombardement op Augsburg in 1944 zo zwaar beschadigd, dat de herbouw in eenvoudige vorm plaatsvond. De toren van de kerk werd in 1526 verhoogd. In de 17e en 18e eeuw vond barokkisering plaats, hetgeen vooral te zien is aan de ramen die meer licht binnenlaten.
Tijdens de secularisatie werd het vervallen en verarmde klooster door de staat ontbonden, waarmee een einde kwam aan een 735-jarige geschiedenis van kloosterleven bij de Sint-Petruskerk. De proost van het stift werd met pensioen gestuurd en de kerk werd in 1807 gesloten. Er bestond een voornemen om de kerk af te breken, maar burgers van de stad wisten dit te voorkomen. In 1811 gaf de koning van Beieren de kerk weer vrij voor het vieren van erediensten.
Tijdens een renovatie in 1893 werden vroeggotische fresco's en fresco's uit de 18e eeuw blootgelegd. In het middenschip van de kerk ontdekte men zelfs de tombe van de grondlegger, graaf Schwigger von Balzhausen.
Britse luchtaanvallen in de nacht van 24 op 25 februari 1944 brachten het godshuis zware schade toe. In 1954 werd de herstelde kerk door de Jezuïeten overgenomen.

## Maria die de knopen ontwart
De kerk is een belangrijk bedevaartsoord vanwege het schilderij 'Maria die de knopen ontwart' (Maria Knotenlöserin). Het barokke schilderij wordt vereerd door paus Franciscus. Tijdens een bezoek in jaren tachtig aan zijn medebroeders in de binnenstad van Augsburg maakte hij kennis met het genadebeeld. Hij liet door de kunstenares Marta Beti een kopie van het schilderij maken, dat sinds 8 december 1996 in de San José del Talarkerk te Buenos Aires staat. Ook daar is inmiddels een pelgrimsstroom op gang gekomen.

## Kerktoren en de Toren-Michaël
De Perlachtoren vormt samen met het raadshuis van Augsburg het symbool van de stad. Op de begane grond van de toren bevinden zich de kapellen van het westelijke travee van de kerk.
Eens per jaar verschijnt op de feestdag van Sint-Michaël (29 september) tussen 10:00 en 18:00 uur elk vol uur de Turamichele (Toren-Michaël) in het onderste met bloemen versierde venster van de toren en steekt met het slaan van de klok met zijn lans op Satan in.

## Afbeeldingen

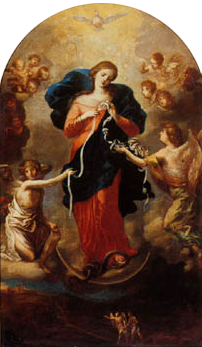
Genadebeeld
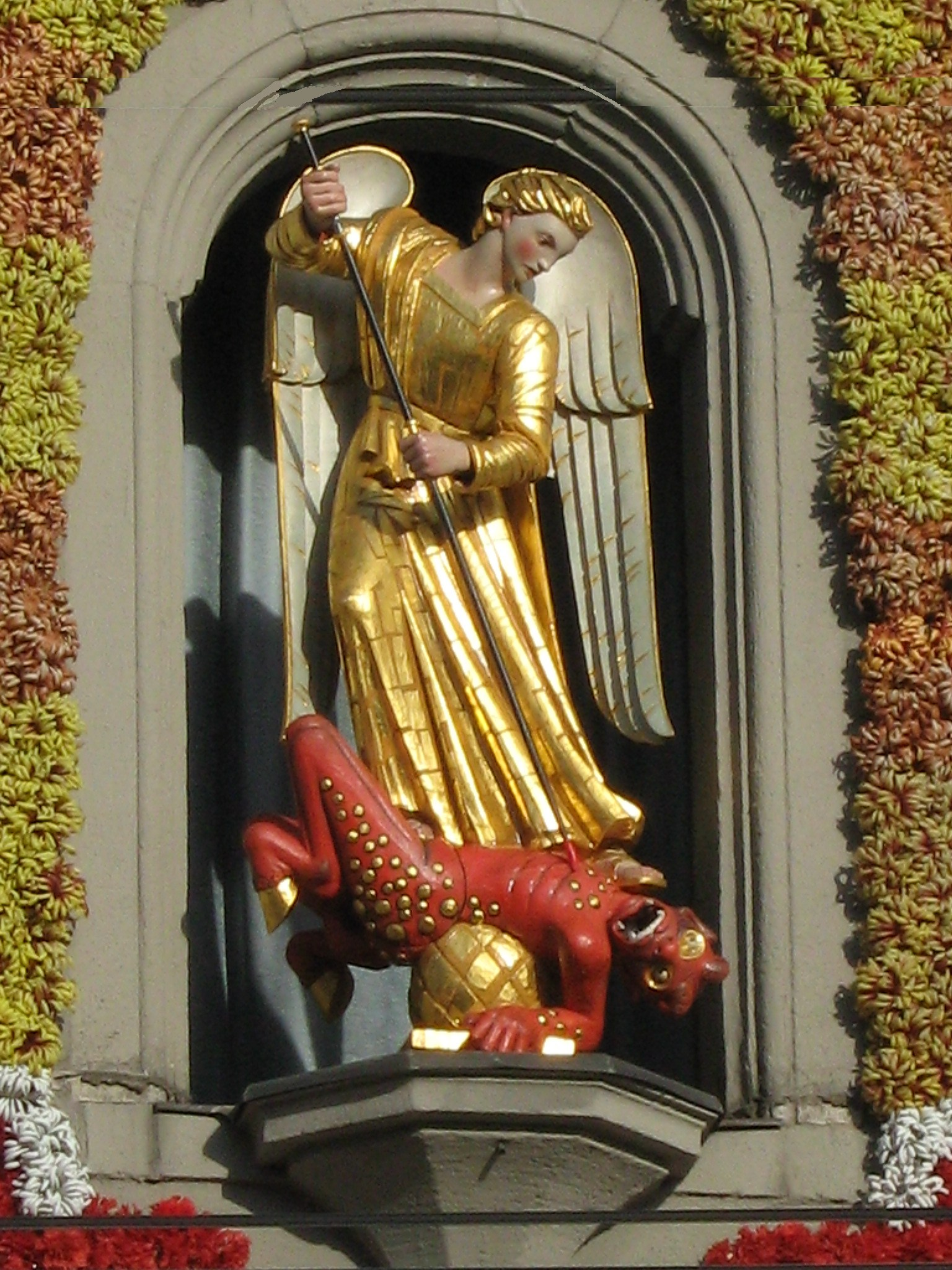
Sint-Michaël
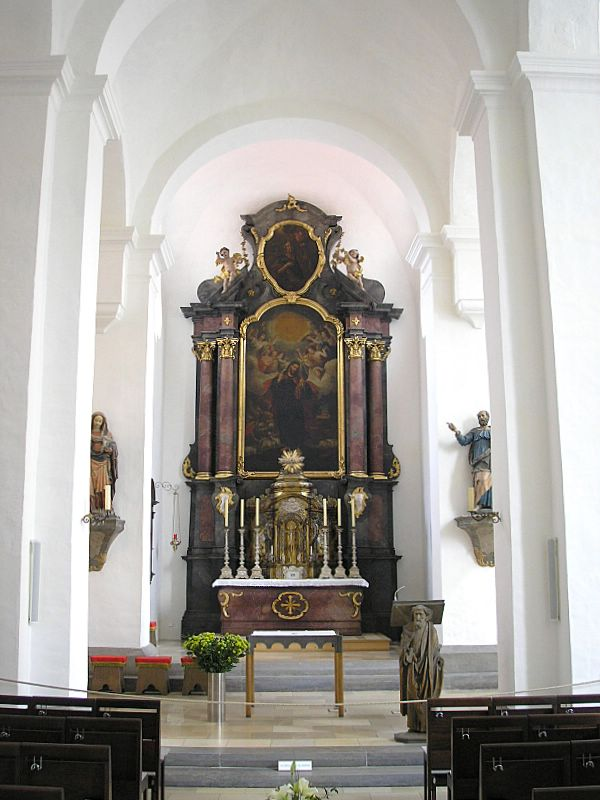
Hoogaltaar
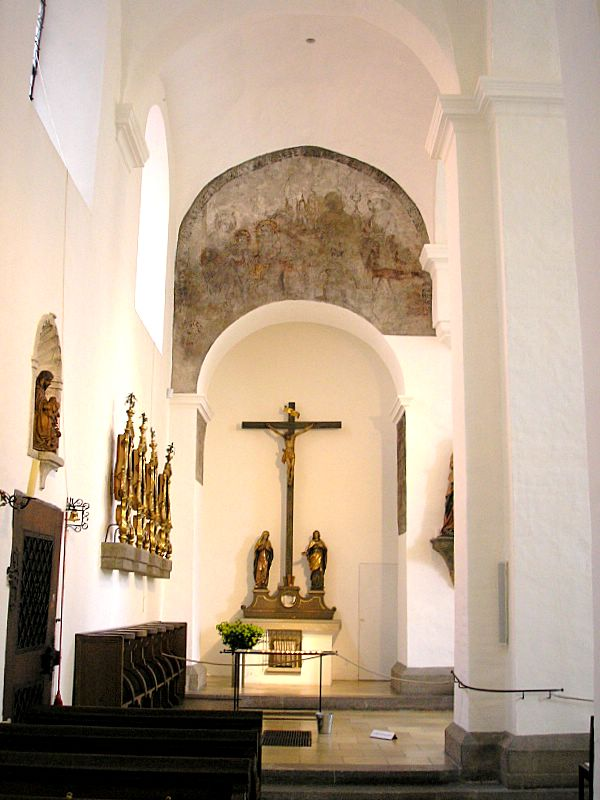
Noordelijk zijschip